# 映像信号
映像信号（えいぞうしんごう）は、映像を電気信号化したものである。

## 映像信号の生成と再生
映画により、静止画を高速に次々と提示すれば、仮現運動により映像（動画）が認知されることは既知であった。従ってテレビの実現に必要なのは、静止画を撮影し、信号に換え、伝送し、信号から静止画を再生する、というプロセスの高速な繰り返しである。
以下では説明を簡単にするため、カラー化、デジタル化、最近の液晶ディスプレイなどには極力触れない。
まず、ビデオカメラにおいて、レンズを用いて撮像管あるいは固体撮像素子の受光面に被写体の像を結像する。
次に、ラスタースキャンにより、受光面を左から右へ、次いで上から下へ順次走査しながら各点の照度を取り出し、明暗を信号電圧の高低に変換する。この信号を輝度信号という。走査によって2次元の静止画を1次元の信号に変換したわけである。走査する点が走る線を走査線と言う。
このとき同時に、ラスタースキャンによって読み取っている位置を示す信号も生成する。これを同期信号という。水平方向についての同期信号を水平同期信号、垂直方向についての同期信号を垂直同期信号という。
以上はアナログの場合である。デジタルの場合は、輝度信号をA/D変換する。デジタル化すると、区切りさえわかれば順番に並べていけば元の位置が復元されるため、同期信号はアナログと違ったものになる。
以上のように、映像信号は複数個の信号を同期して扱う必要がある。これ（カラーの場合は色信号なども）を重畳してまとめたものをコンポジット映像信号と言う。これに対しバラバラの信号をコンポーネント映像信号と言う。
アナログテレビ放送では、コンポジット映像信号をVSB方式で電波に乗せて放送する。
テレビ受像機では、以上のようにして作られた電波を受信、復調し、コンポジット映像信号をそれぞれの信号に分離する。水平垂直のそれぞれの同期信号に従って同期を取って（水平方向の同期を水平同期、垂直方向の同期を垂直同期という）、輝度信号に従いブラウン管の電子銃の出力を調節し輝点の輝度を変えながら、ブラウン管の蛍光面をラスタースキャンする。受像側でも走査による線を走査線と言う。
以上で映像の撮影から再生（受像）までが完了する。

## 白黒映像信号
日本や北米などで行われていた白黒テレビ放送における映像信号の構成は上記の原理をもとに実用化したものであるが、伝送容量の制限からインターレース方式を採用している。

### インターレース方式
テレビ放送を実用化するにあたり、伝送可能な帯域を考慮して走査線数と毎秒フレーム数を決める必要がある。白黒テレビ放送の開始時に実現可能だった約4MHz程度の帯域では、必要な解像度（ブラウン管の画面サイズと視聴距離からきまる）から走査線本数をきめると、伝送可能な毎秒あたりのフレーム数が不足した。このため、人間の目の残像特性を利用した飛び越し走査（2:1インターレース）方式を採用した。これは、1フレームを奇数フィールドと偶数フィールドに分け、それぞれ1本おきに走査して毎秒60フィールドを伝送するものである。なお欧州ではこれとは若干異なる数値を用いたが、基本的な考え方は変わらない。
これに対し、飛び越し走査を行わない方式を順次走査（プログレッシブ走査）方式と呼ぶ。
インターレース方式の場合、合計した走査線数が同じプログレッシブ方式にくらべ垂直解像度は低下して見える。この低下の比率をケルファクタ(Kell factor)と呼び、NTSC方式の場合、有効走査線本数485本程度に対し見かけ上の垂直解像度は約330本程度といわれる。

### 複合同期信号
輝度信号と水平・垂直の同期信号を、別々に扱うのは不便なため、合成した信号をコンポジット映像信号という。これに対しバラバラのものをコンポーネント映像信号という。コンポジット映像信号は1本の伝送線路で送ることができる。
アナログテレビ放送ではコンポジット映像信号を電波に乗せていた。このため、テレビ受像機などでは電波を受信し復調してコンポジット映像信号複合映像信号を得た後、さらに水平・垂直の同期信号を取り出す同期分離機能が必要になる。

### 有効表示区間と帰線区間
画面を走査するさいに、電子線を画面の右から左（水平）、または下から上（垂直）に移動して走査を繰り返す必要がある。電子線の移動には一定の時間を要するので、水平・垂直とも表示できない期間が生ずる。これをそれぞれ水平帰線区間、垂直帰線区間という。
この期間を除いた表示可能な領域をアクティブビデオといい、垂直方向については表示される走査線本数を有効走査線本数と呼ぶ。
垂直帰線区間においては、垂直同期信号と水平同期信号が重畳されるため、切り込みパルス（セレーションパルス）を、またインターレースを行うため奇遇フィールドで垂直同期パルスの積分波形のタイミングを補償するための等化パルスの挿入などの工夫がされている。
（詳細は図面で説明の必要あり）

### NTSC白黒テレビの仕様
NTSCにより統一標準化された白黒テレビ放送の主な仕様は以下の通りであった。
- 伝送フレーム数：30フレーム/秒
- 2:1インターレース
- 走査線総数：525本
  - 有効走査線本数：約485本
- 解像度：垂直は約330本、水平解像度は約350TV本
- 映像信号極性：
  - ベースバンドでは正極性（信号の振幅が増加すると輝度が増加する。白が最高レベルで黒が最低レベル）
  - 放送波では振幅雑音の影響を軽減するため、負極性に反転して振幅変調する。
- 水平同期信号：15.75kHz (=525*30)個/秒のパルスで、1本の走査線毎の同期を示す
- 垂直同期信号：60Hz毎秒でフィールド毎の同期を示す
- 音声信号：ベースバンドでは映像信号とは独立。放送波では映像搬送波から4.5MHz高い周波数にオフセットした音声搬送波を周波数変調している。

カラー化においては、この白黒テレビの仕様から、後方互換（カラーテレビでも白黒放送が見られる）と前方互換（白黒テレビでもカラー放送が（白黒になるが）見られる）の両方をほぼ完全に実現して、カラー化がおこなわれた。

## カラー映像信号

### NTSC
映像信号であるカラーテレビジョン信号方式の一つNTSC方式は北米と日本、台湾、韓国などで用いられている。アスペクト比は、4対3である。NTSC方式の走査線は、525本（有効走査線は、480本）なので、ドットに換算すれば、640×480ドット（VGA相当）になる。
- 伝送フレーム数：29.97フレーム/秒
- 2:1インターレース
- 水平同期信号：15.734264kHz
- 垂直同期信号：59.94Hz
- 輝度信号帯域：約6MHz
- 色搬送波信号帯域:約3MHz
- 水平解像度：約500TV本（最大）

同期周波数は白黒より僅かに低く設定されている。
画面アスペクト比は基本的には「4対3」だが、画像をスクイーズさせ、ID-1信号と一緒に伝送する事で、「16対9」のワイド映像にも対応している。
D端子では、NTSC信号と同等の品質の映像信号のための規格をD1としている。
※DVDレコーダー（NTSC方式）では、映像信号を、720×480ドットで記録・再生する。

### その他のカラー方式
- PAL - 中国や欧州、豪州など。
- SECAM - フランスやロシア、アフリカ諸国の一部など。